# IMel
iMel株式会社（アイメル、英: iMel Inc.）は、ゲームソフトウェアの企画、開発及び販売を主な事業内容とする日本の企業。

## 概要
設立者の髙橋をはじめとする開発メンバーは、2008年頃から前身となる任意団体として少数かつオンライン上で活動していた。その後、企業からのアプリ・ゲーム開発の受託制作が増えたことに伴い、2011年に法人化が行われた。設立後もメンバーはオンライン上で開発活動を続け、小規模のチームを組みつつ「オンラインゲームのギルドクエストに近い」開発体制を維持している。
設立当初の2011年は、主にスマートフォン向けアプリやWindows向けの受託開発が業務の中心であった。2015年以降は家庭用ゲーム機向けの新規ノベルゲームタイトル開発や他ハードへの移植、及び販売が主な事業となった。2022年以降は、Steamを通じた海外向けビジュアルノベルの販売に注力している。
設立前から、マルチプラットフォーム（Windows/iOS/Android/PlayStation Vita/PlayStation 4/Nintendo Switch/Webブラウザ）に対応したノベル/ADV用のゲームエンジン「Artemis Engine」を用いた開発を得意としている。なお、Artemis EngineはiMelの所有物ではない。

## 開発
305タイトル以上の作品を開発（2025年8月現在）。
開発のみを担当したタイトルは、キネティックノベルの『ホーリーアンデッド〜非モテでぼっちの死霊術士が、聖女に転生してお友達を増やします〜』Windows版、『たねつみの歌』Steam/Nintendo Switch/iOS/Android版、qureateの『TroubleDays -とらぶるでいず-』Steam/Nintendo Switch版や、Keyの『終のステラ Stella of The End』iOS/Android版、『千の刃濤、桃花染の皇姫』Nintendo Switch/PlayStation 4/PlayStation Vita版など、複数のプラットフォームで販売している作品が多数である。
また、Webブラウザ対応のタイトルとしては『バンドリ! ガールズバンドパーティ!』の2022年エイプリルフール企画である恋愛シミュレーションゲーム『Girl's Blossom Project～嘘のようなホントの恋～』の制作協力にもクレジットされている。

## タイトル一覧
iMelが開発から販売までを手掛けたタイトルについて記載。
| 発売年 | 発売日   | タイトル                                              | プラットフォーム                          |
| ------ | -------- | ----------------------------------------------------- | ----------------------------------------- |
| 2010年 | 5月21日  | 夕櫻を見つめて                                        | App Store                                 |
| 2014年 | 7月21日  | ゲームで裁判員！ スイートホーム炎上事件               | App Store / Google Play                   |
| 2014年 | 12月31日 | サノバウォッチ                                        | App Store                                 |
| 2016年 | 4月28日  | ワガママハイスペック                                  | PlayStation Vita                          |
| 2019年 | 8月29日  | ラズベリーキューブ                                    | PlayStation 4 / Nintendo Switch           |
| 2020年 | 9月24日  | ワガママハイスペック                                  | Nintendo Switch                           |
| 2021年 | 6月24日  | ハミダシクリエイティブ                                | PlayStation 4 / Nintendo Switch           |
| 2021年 | 10月28日 | アイカギ3                                             | Nintendo Switch                           |
| 2021年 | 11月22日 | ルリイロデイズ 〜Heavenly Blue〜                      | App Store                                 |
| 2021年 | 11月29日 | ルリイロデイズ 〜Heavenly Blue〜                      | Google Play                               |
| 2021年 | 12月16日 | アイカギ2                                             | Nintendo Switch                           |
| 2021年 | 12月16日 | アイカギ きみと一緒にパック                           | Nintendo Switch                           |
| 2021年 | 12月16日 | Vtuberメイドラミエ                                    | Nintendo Switch                           |
| 2021年 | 12月16日 | ATRI -My Dear Moments-                                | Nintendo Switch / App Store / Google Play |
| 2021年 | 12月16日 | 徒花異譚                                              | Nintendo Switch / App Store / Google Play |
| 2022年 | 1月21日  | Vtuberメイドラミエ                                    | Steam                                     |
| 2022年 | 2月17日  | 秘密のキスは甘くやさしく                              | Nintendo Switch                           |
| 2022年 | 3月15日  | everyBUDDY Zombie                                     | App Store / Google Play                   |
| 2022年 | 3月17日  | らぶおぶ恋愛皇帝 of LOVE!                             | Nintendo Switch                           |
| 2022年 | 3月24日  | ルリイロデイズ 〜Heavenly Blue〜                      | Nintendo Switch                           |
| 2022年 | 3月31日  | COSPLAY LOVE! Enchanted princess                      | Nintendo Switch / Steam                   |
| 2022年 | 5月5日   | ボクと彼女（女医）の診察日誌                          | Steam                                     |
| 2022年 | 5月12日  | COSPLAY LOVE! Enchanted princess                      | PlayStation 4                             |
| 2022年 | 5月26日  | 槇村葉月の恋語り                                      | Nintendo Switch                           |
| 2022年 | 5月31日  | Wing up the tomorrow                                  | App Store / Google Play                   |
| 2022年 | 7月22日  | COSPLAY LOVE! Enchanted princess                      | App Store / Google Play                   |
| 2022年 | 7月28日  | Re:LieF 〜親愛なるあなたへ〜 FoR SwitcH               | Nintendo Switch                           |
| 2022年 | 7月28日  | 銭湯カノジョ                                          | Steam                                     |
| 2022年 | 8月25日  | 友だちから恋びとへ                                    | Nintendo Switch                           |
| 2022年 | 9月2日   | 銭湯カノジョ                                          | Nintendo Switch                           |
| 2022年 | 10月28日 | AYAKASHI Lovers                                       | App Store / Google Play                   |
| 2022年 | 12月22日 | 星と乙女が占う未来                                    | Steam                                     |
| 2023年 | 1月26日  | 星と乙女が占う未来                                    | Nintendo Switch                           |
| 2023年 | 2月2日   | ボクと彼女（ナース）の研修日誌                        | Steam                                     |
| 2023年 | 2月21日  | コイ×ミツ 〜八重練紗祈と赤い糸の王子様〜              | Nintendo Switch                           |
| 2023年 | 2月21日  | コイ×ミツ 〜千葉静玖とサボテンの手紙〜                | Nintendo Switch                           |
| 2023年 | 2月21日  | コイ×ミツ 〜絹織双鳩とお菓子の国の約束〜              | Nintendo Switch                           |
| 2023年 | 2月21日  | 年下彼女                                              | Nintendo Switch                           |
| 2023年 | 2月21日  | 空のつくりかた -under the same sky, over the rainbow- | Nintendo Switch                           |
| 2023年 | 2月23日  | 比翼の禽                                              | Nintendo Switch / Steam                   |
| 2023年 | 3月30日  | 雲上のフェアリーテイル                                | Nintendo Switch                           |
| 2023年 | 3月30日  | ユキイロサイン                                        | Nintendo Switch                           |
| 2023年 | 4月27日  | アマエミ-longing for you-                             | Nintendo Switch                           |
| 2024年 | 3月28日  | 幼馴染のいる暮らし                                    | Nintendo Switch                           |
| 2025年 | 1月24日  | 地雷系魔法少女サクラ                                  | Steam                                     |
| 2025年 | 1月30日  | アマナツ～Perfect Edition～                           | Nintendo Switch                           |
| 2025年 | 2月27日  | ボクと彼女たちの実習日誌                              | Steam                                     |
| 2025年 | 3月27日  | きら☆かの                                             | Nintendo Switch                           |
| 2025年 | 5月9日   | StreamLove Voyage                                     | Nintendo Switch / Steam                   |
| 2025年 | 5月29日  | 地雷系魔法少女サクラ                                  | Nintendo Switch                           |
| 2025年 | 6月13日  | 年上彼女                                              | Nintendo Switch                           |
| 2025年 | 7月31日  | アマナツ＋                                            | Nintendo Switch                           |

## 販売移行
2025年10月1日以降、エンターグラムが販売していた PlayStation 4 および Nintendo Switch 用ソフトの一部タイトルについて、ダウンロード版の配信が移管されることが発表された。